# Michigan Panthers
| Michigan Panthers                                                                      | Michigan Panthers                           |
| Gegründet 2021 Spielen in Detroit, Michigan                                            | Gegründet 2021 Spielen in Detroit, Michigan |
| -------------------------------------------------------------------------------------- | ------------------------------------------- |
| \| \| \| \| \| \|                                                                      |                                             |
| Liga                                                                                   |                                             |
| - USFL (2022–23) North Division - UFL (2024–) USFL Conference                          |                                             |
| Personal                                                                               |                                             |
| Head Coach                                                                             | Mike Nolan                                  |
| Teamgeschichte                                                                         |                                             |
| Teamnamen                                                                              | - Michigan Panthers (2022–heute)            |
| Erfolge                                                                                |                                             |
| Meisterschaften (0)                                                                    |                                             |
| Play-off-Teilnahmen (1) USFL 2023 UFL 2024                                             |                                             |
| Stadien                                                                                |                                             |
| - Protective Stadium/Legion Field, Birmingham, Alabama (2022) - Ford Field (seit 2023) |                                             |
|                                                                                        |                                             |
|                                                                                        |                                             |

Die Michigan Panthers sind ein professionelles American-Football-Team mit Sitz in Detroit, Michigan. Die Panthers treten in der United Football League (UFL) an. Das wurde für die 2022 gestartete United States Football League (USFL) gegründet, die 2024 in der UFL aufging. Das Team spielt seine Heimspiele im Ford Field in der Innenstadt von Detroit, in dem auch die Detroit Lions in der National Football League (NFL) antreten.

## Geschichte
Die Michigan Panthers waren eines der acht Teams, die am 22. November 2021 als Mannschaft der neuen USFL angekündigt wurden. Denselben Namen hatte bereits ein Team in der alten United States Football League, das 1983 erster USFL-Meister wurde und Anfang 1985 in den Oakland Invaders aufging.
Im Januar 2022 wurde der ehemalige NFL-Trainer Jeff Fisher zum General Manager und Head Coach ernannt. Quarterback für die Saison 2022 wurde Shea Patterson. Die ersten beiden Spielen der Saison 2022 verloren die Panthers gegen die Houston Gamblers und die New Jersey Generals. Am 1. Mai 2022 gewann das Team sein erstes Spiel mit einem 24:0-Sieg im Protective Stadium gegen die Pittsburgh Maulers. Es folgten weitere Niederlagen und der einzige weitere Sieg der Panthers in der Saison war ebenfalls gegen die Maulers. Durch den Sieg sicherte sich das Team den ersten Pick im USFL-Draft. Alle Spiele der regulären Saison 2022 fanden in Birmingham, Alabama statt.
Im Oktober 2022 wurde Steve Kazor General Manager der Panthers. Neuer Head Coach wurde im Februar 2023 Mike Nolan. Detroit wurde einer der nun vier Spielorte für die USFL-Saison 2023. Neben den Panthers spielten auch die Philadelphia Stars ihre Heimspiele im First Field. Die Panthers starteten mit zwei Auswärtssiegen in die Spielzeit. Im ersten Heimspiel im Ford Field am 30. April 2023 unterlag man den New Jersey Generals mit 13:28. Ebenso verlor man die folgenden drei Spiele jeweils zu Hause. Nach zwei weiteren Auswärtssiegen in Woche 6 und 7 gab es zwei weitere Niederlagen, bis am letzten Spieltag mit einem 23:20 gegen die Philadelphia Stars der erste Heimsieg gelang. Dadurch qualifizierte man sich auch für die Playoffs, unterlag jedoch im Divisionsfinale gegen die Maulers mit 27:31.
Im September 2023 berichtete Axios, dass die USFL in Gesprächen mit der XFL bezüglich einer Fusion der Ligen sei. Am 31. Dezember 2023 wurde die Fusion zur United Football League offiziell bekannt gegeben. Am 1. Januar 2024 wurden die Panthers als eines von vier Teams der USFL bestätigt, die in die UFL übernommen werden.

## Statistik

### Spielzeiten
| Saison | Liga  | Division/ Conference | Reguläre Saison | Reguläre Saison | Reguläre Saison | Reguläre Saison | Reguläre Saison | Reguläre Saison | Reguläre Saison | Reguläre Saison | Playoffs                          |
| Saison | Liga  | Division/ Conference | Platz           | Spiele          | S               | N               | SQ              | P+              | P−              | Diff            | Playoffs                          |
| ------ | ----- | -------------------- | --------------- | --------------- | --------------- | --------------- | --------------- | --------------- | --------------- | --------------- | --------------------------------- |
| 2022   | USFL  | North Division       | 3.              | 10              | 2               | 8               | 0,200           | 211             | 236             | –25             | –                                 |
| 2023   | USFL  | North Division       | 2.              | 10              | 4               | 6               | 0,400           | 171             | 215             | –44             | DF: 27:31 vs Pittsburgh Maulers   |
| 2024   | UFL   | USFL Conference      | 2.              | 10              | 7               | 3               | 0,700           | 228             | 189             | +39             | DF: 18:31 vs Birmingham Stallions |
| 2025   | UFL   | USFL Conference      |                 |                 |                 |                 |                 |                 |                 |                 |                                   |
| Summe  | Summe | Summe                | Summe           | 30              | 13              | 17              | 0,433           | 610             | 640             | –30             | 2 Niederlagen                     |

### Direkter Vergleich
Stand 2023.
| Gegner                      | Regular Season | Regular Season | Regular Season | Regular Season | Regular Season | Regular Season | Regular Season | Playoffs | Playoffs | Playoffs | Playoffs |
| Gegner                      | Sp             | S              | N              | SQ             | P+             | P–             | PD             | S        | N        | P+       | P–       |
| --------------------------- | -------------- | -------------- | -------------- | -------------- | -------------- | -------------- | -------------- | -------- | -------- | -------- | -------- |
| Houston Gamblers/Roughnecks | 2              | 1              | 1              | 0,500          | 41             | 30             | +11            |          |          |          |          |
| Pittsburgh Maulers          | 4              | 2              | 2              | 0,500          | 71             | 63             | +8             | 0        | 1        | 27       | 31       |
| Philadelphia Stars          | 4              | 2              | 2              | 0,500          | 96             | 102            | –6             |          |          |          |          |
| New Jersey Generals         | 4              | 1              | 3              | 0,250          | 67             | 85             | –18            |          |          |          |          |
| Tampa Bay Bandits           | 1              | 0              | 1              | 0,000          | 20             | 27             | –7             |          |          |          |          |
| New Orleans Breakers        | 2              | 0              | 2              | 0,000          | 47             | 55             | –8             |          |          |          |          |
| Memphis Showboats           | 1              | 0              | 1              | 0,000          | 10             | 29             | –19            |          |          |          |          |
| Birmingham Stallions        | 2              | 0              | 2              | 0,000          | 30             | 60             | –30            |          |          |          |          |

Kursiv geschriebene Teams sind inaktiv.